# كيني دوان
كيني دوان (بالإنجليزية: Kenny Dwan)‏ هو مجدف بريطاني، ولد في 6 يوليو 1948 في لندن في المملكة المتحدة.

## وصلات خارجية
- كيني دوان على موقع الاتحاد الدولي للتجديف (الإنجليزية)
- كيني دوان على موقع أوليمبيديا (الإنجليزية)